# Ahaneit
Ahaneit – Egipcjanka żyjąca w okresie panowania I dynastii. W obrębie grobowca faraona Dżeta w Umm al-Kaab znajduje się stela UC 14268, która zawiera jej imię.